# خليج تشيزبيك

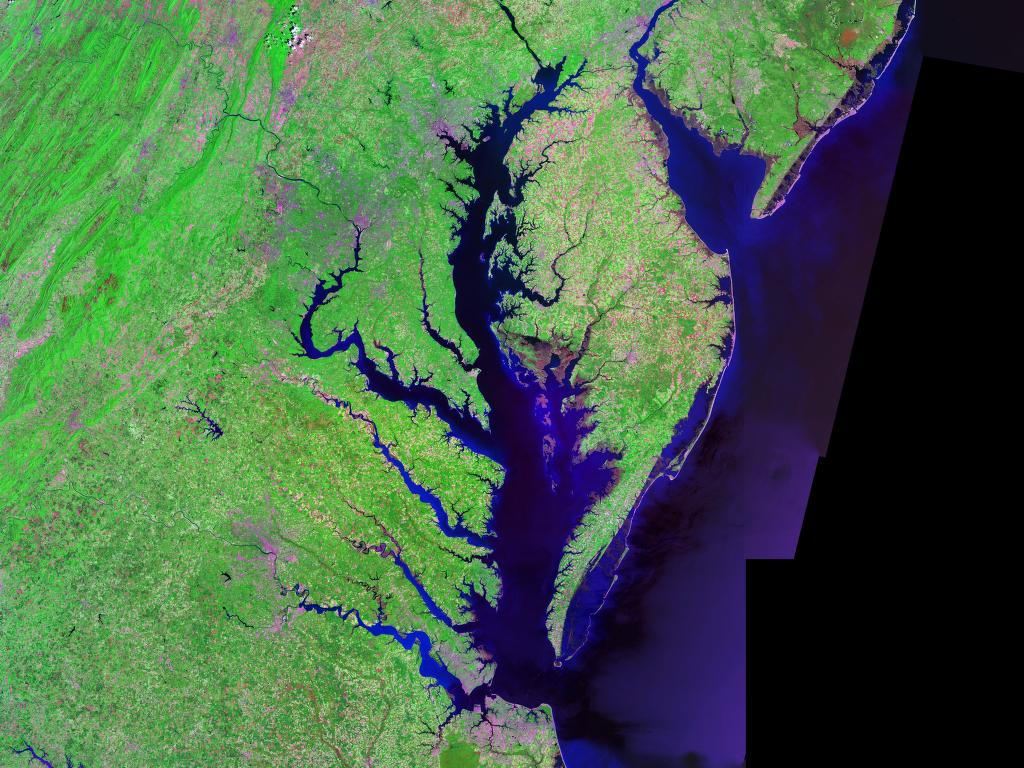
الخليج

خليج جِسَبيك أو (نقحرة: تشيزبيك) يقع قبالة الأراضي الأمريكية تبلغ مساحته قرابة 166534 كم مربع ويرفده أكبر مصب نهري في الولايات المتحدة، يجاور الخليج ولايتي ميريلاند وفرجينيا وبعضا من ولاية فرجينيا الغربية ونيويورك وبنسلفينيا وديلوار وهناك ما يغلب 150 نهرا ونهيرا تصب في الخليج، يبلغ طوله في أقصى مدى يبلغه 300 كم طولي بدأ من نهر سسكوينا وحتى المحيط الأطلسي، وأعرض مسافة 50 كم بينما تبلغ أضيق مسافة عرضية فيه 4.5 كم طولي قرب نهر بوتماك ويبلغ اجمالي أطوال سواحله 18800 كم طولي ويعبر الخليج جسر خليج جِسَبيك.